# Kiril Petkov
Kiril Petkov Petkov (Plovdiv, 17 de abril de 1980) es un político, economista y empresario búlgaro, que se desempeña como primer ministro de Bulgaria desde el 13 de diciembre de 2021. Es el colíder de Continuamos el Cambio, un partido político que cofundó con Asen Vasilev. Anteriormente se desempeñó como Ministro de Economía de mayo a septiembre de 2021.

## Temprana edad y educación
Petkov nació el 17 de abril de 1980 en Plovdiv. Tiene una licenciatura en comercio en finanzas de la Universidad de Columbia Británica en Vancouver y una maestría en administración de empresas de la  Universidad de Harvard, donde se ubicó en el 10% superior de su clase. Uno de sus disertantes fue Michael Porter, con quien se especializó en el desarrollo de estrategias de clúster.
Petkov es uno de los fundadores del Centro de Estrategias Económicas y Competitividad de la Universidad de Sofía, afiliado a la Universidad de Harvard, donde ha impartido clases de desarrollo económico y microeconomía de la competitividad.

## Carrera laboral
De 2001 a 2005, Petkov trabajó para la empresa canadiense de alimentos McCain Foods como gerente de desarrollo corporativo.
Desde 2007 desarrolla proyectos en el campo de la innovación de alto valor añadido, y su empresa ProViotik posee varias patentes en biotecnología en Estados Unidos.

## Carrera política
El 11 de enero de 2017, Petkov fue elegido miembro de la junta ejecutiva del partido político recién formado ¡Sí, Bulgaria!.

### Ministro de Economía
Del 12 de mayo al 16 de septiembre de 2021, Petkov se desempeñó como Ministro de Economía en el gobierno interino de Stefan Yanev. En su primera aparición televisiva como ministro, Petkov reveló que el Banco de Desarrollo de Bulgaria, controlado por el Estado y que pretendía apoyar a las pequeñas y medianas empresas, había distribuido 500 millones de euros en préstamos a solo ocho empresas propiedad de cuatro empresarios. Condenó la práctica como 'escandalosa' e inició una auditoría de cómo se habían asignado los préstamos.

## Primer ministro de Bulgaria

### Formación de gobierno
El 19 de septiembre de 2021, Petkov y Asen Vasilev presentaron su proyecto político Continuamos el Cambio (PP), un partido anticorrupción que busca ser la "fuerza de unión que pueda unir a todos los demás partidos afines para formar un gobierno". La pareja se conoció mientras estudiaba en la Escuela de Negocios de Harvard.
El 27 de octubre de 2021, el Tribunal Constitucional de Bulgaria anuló retroactivamente el decreto que nombraba a Petkov como Ministro de Economía debido a su condición de doble ciudadano, ya que la Constitución de Bulgaria establece que los ministros solo deben ser ciudadanos búlgaros. Aunque se le retiró el cargo, sus acciones en el cargo no fueron anuladas. Los opositores políticos de Petkov, entre los que se encontraba Lozan Panov, candidato presidencial y presidente del Tribunal Supremo de Casación de Bulgaria, pidieron que se tomen medidas al respecto. Petkov anteriormente era ciudadano de Canadá y declaró que había renunciado a su ciudadanía en abril de 2021, pero los documentos del gobierno canadiense mostraron que el procedimiento no se completó oficialmente hasta agosto de 2021.
Tras conocerse los resultados iniciales de las elecciones de noviembre, en las que el PP salió primero pero con una minoría de 67 de 240 escaños, Petkov anunció que buscaría llegar a un acuerdo con varios de los otros partidos con representación parlamentaria, y que estaría dispuesto a asociarse con todas las partes que se unirían a la lucha contra la corrupción en Bulgaria.
Petkov dijo que quería llevar a cabo negociaciones de coalición "transparentes" con Bulgaria Democrática (DB) y Existe Tal Pueblo (ITN), y que sería la nominación del PP para primer ministro. El Movimiento por los Derechos y las Libertades (DPS) y GERB no fueron incluidos en las conversaciones de coalición.
Entre el 23 y el 27 de noviembre se celebraron una serie de conversaciones sobre 18 áreas políticas entre los representantes del PP, el Partido Socialista Búlgaro (BSP), ITN y DB.
El 10 de diciembre, los líderes de los cuatro partidos confirmaron que habían llegado a un acuerdo de coalición y que formarían el primer gobierno regular de Bulgaria desde abril. Poco después, el presidente Rumen Radev anunció que había dado el mandato de formar gobierno a Petkov. El 12 de diciembre, Petkov presentó la composición del gobierno entrante, que fue aprobada por la Asamblea Nacional el 13 de diciembre de 2021.

### Mandato

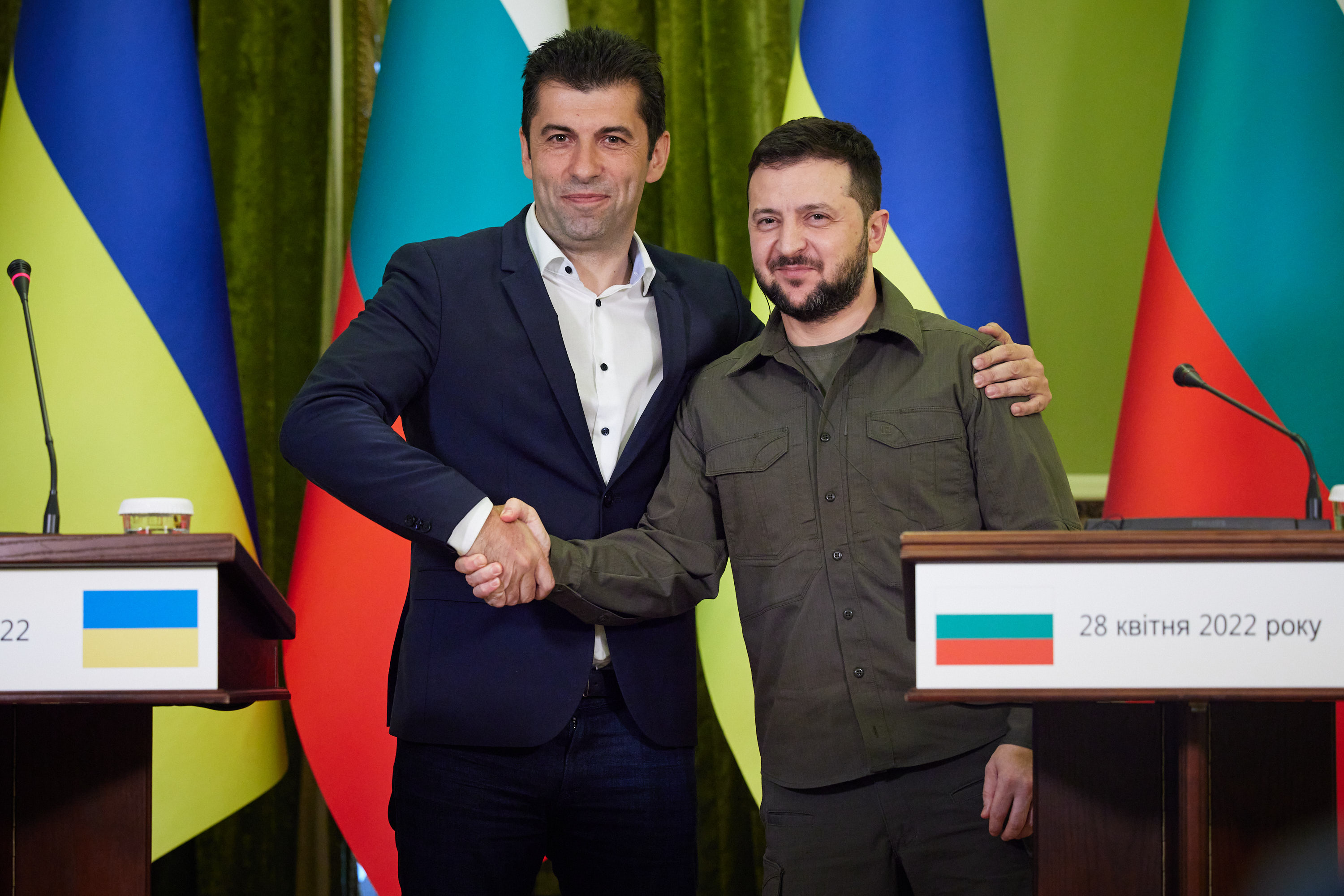
Petkov con el presidente ucraniano, Volodímir Zelenski el 28 de abril de 2022

Petkov fue elegido primer ministro de Bulgaria en el Parlamento de Bulgaria el 13 de diciembre de 2021, con 134 votos a favor y 104 en contra, y su nuevo gobierno fue designado el mismo día por el presidente Rumen Radev.
En la primera semana después de la invasión rusa de Ucrania en 2022, Petkov anunció que Bulgaria daría la bienvenida a los refugiados ucranianos.
En febrero, Petkov pidió la renuncia de Stefan Yanev de su cargo como ministro de Defensa, luego de que Yanev se negara a usar la palabra "guerra" en referencia a la invasión rusa de Ucrania, refiriéndose en cambio a ella como una "operación especial", haciéndose eco del lenguaje. utilizado por el presidente ruso Vladímir Putin. En mayo, Petkov llamó al embajador de Bulgaria en Rusia, después de que la embajadora rusa en Bulgaria, Eleonora Mitrofanova, hiciera una comparación entre la guerra en Ucrania y la liberación de Bulgaria del Imperio Otomano.
El 19 de marzo, el secretario de Defensa de Estados Unidos Lloyd Austin se unió a Petkov para anunciar que el puerto de Varna y el puerto de Constanza se unirían por carretera y conexiones ferroviarias, así como por infraestructura energética, en un esfuerzo por aumentar la movilidad militar en la región.
A principios de 2022, Petkov simpatizaba con las repetidas solicitudes de Volodímir Zelenski de ayuda militar en la batalla de Ucrania contra Rusia, pero se enfrentó a la negativa del Partido Socialista Búlgaro y la líder del partido, Korneliya Ninova. El 4 de mayo, el parlamento aprobó la continuación de las reparaciones del equipo militar ucraniano dañado, y anunció que Bulgaria continuaría apoyando la membresía de Ucrania en la UE, así como a los refugiados ucranianos, que sumaban más de 56.000 a partir de 7 de junio. Petkov destacó la adhesión de Bulgaria a todas las sanciones contra Rusia y permitiría el uso del puerto de Varna para transbordar mercancías que habían sido sofocadas por el bloqueo ruso de Odesa.
A principios de junio, el socio de coalición de Petkov, Existe Tal Pueblo, que había pedido la cooperación energética con Rusia incluso después de que Gazprom cortara el suministro a Bulgaria, se retiró de la coalición. El 22 de junio, el gobierno se enfrentó a una moción de censura, que perdió. Petkov renunció formalmente a su cargo de primer ministro el 27 de junio y el presidente Rumen Radev le encargó que formara un nuevo gobierno.
En la tarde del 27 de junio, la embajada rusa en Sofía lanzó un llamamiento de caridad para que los búlgaros apoyen la invasión rusa de Ucrania. Un día después, Petkov anunció la expulsión de 70 diplomáticos rusos por preocupaciones de espionaje. El Ministerio de Relaciones Exteriores anunció que Bulgaria cerraría temporalmente su misión diplomática en Ekaterimburgo y esperaba que Rusia detuviera temporalmente las actividades de su propia misión en Ruse, Bulgaria.
La coalición de Petkov colapsó en junio de 2022 después de que su gobierno perdiera un voto de censura. Dejó el cargo el 2 de agosto y fue sucedido por el exministro de Trabajo Galab Donev, que dirige un gobierno interino. Posteriormente, el presidente Radev convocó a elecciones anticipadas para el 2 de octubre.